# Reggiana Calcio Femminile 2009-2010
Questa voce raccoglie le informazioni riguardanti l'Associazione Sportiva Dilettantistica Reggiana Calcio Femminile nelle competizioni ufficiali della stagione 2009-2010.

## Stagione
Nel campionato di Serie A 2009-2010 il club terminò al 4º posto.

Vinse la Coppa Italia battendo in finale la Torres 1-1 d.t.s. e 6-5 i calci di rigore.

## Divise e sponsor
La tenuta riproponeva lo schema già utilizzato dalla Reggiana maschile, ovvero completo granata per la prima e completamente bianca, o con calzettoni granata, per la seconda. Il fornitore delle tenute era Legea.
|  | 1ª divisa |  | 2ª divisa |

## Organigramma societario
Dati tratti dal sito Football.it
Area amministrativa
- Presidente: Elisabetta "Betty" Vignotto
- Vice Presidente: Massimo Menighetti
- Consigliere: Lauro Canepari
- Segretario: Maria Grazia Azzolini
- Addetto Stampa: Carlo Carotenuto

Area tecnica
- Allenatore: Milena Bertolini
- Allenatore in seconda: Roberto Bonacini (fino al 31 marzo 2010)
- Allenatore in seconda: Maurizio Stefani (dal 1º aprile 2010)
- Preparatore dei portieri: Maurizio Stefani

Area sanitaria
- Medico sociale: Adriano Guidetti
- Massofisioterapista: Marco Caprari

## Rosa
Rosa e ruoli tratti dal sito Football.it.
| N. |                   | Ruolo | Calciatrice      |
| -- | ----------------- | ----- | ---------------- |
|    | Italia (bandiera) | P     | Sabrina Tasselli |
|    | Italia (bandiera) | P     | Silvia Vicenzi   |
|    | Italia (bandiera) | D     | Alessia Bonati   |
|    | Italia (bandiera) | D     | Roberta Casile   |
|    | Italia (bandiera) | D     | Elisa Giubertoni |
|    | Italia (bandiera) | D     | Valeria Magrini  |
|    | Italia (bandiera) | D     | Laura Neboli     |
|    | Italia (bandiera) | C     | Silvia Baldi     |
|    | Italia (bandiera) | C     | Lara Barbieri    |
|    | Italia (bandiera) | C     | Veronica Brutti  |
|    | Italia (bandiera) | C     | Martina Capelli  |
|    | Italia (bandiera) | C     | Silvia Eccher    |

| N. |                   | Ruolo | Calciatrice         |
| -- | ----------------- | ----- | ------------------- |
|    | Italia (bandiera) | C     | Debora Fragni       |
|    | Italia (bandiera) | C     | Giulia Nasuti       |
|    | Italia (bandiera) | C     | Giada Piccinini     |
|    | Italia (bandiera) | C     | Eleonora Prost      |
|    | Italia (bandiera) | C     | Elisabetta Spina    |
|    | Italia (bandiera) | C     | Evelyn Vicchiarello |
|    | Italia (bandiera) | A     | Sara Colzi          |
|    | Italia (bandiera) | A     | Fabiana Costi       |
|    | Italia (bandiera) | A     | Giusy Faragò        |
|    | Spagna (bandiera) | A     | Ángeles Parejo      |
|    | Italia (bandiera) | A     | Priscilla Del Prete |
|    | Italia (bandiera) | A     | Daniela Sabatino    |

## Calciomercato

### Sessione estiva
| Acquisti | Acquisti       | Acquisti | Acquisti   |
| R.       | Nome           | da       | Modalità   |
| -------- | -------------- | -------- | ---------- |
| A        | Ángeles Parejo | Roma CF  | definitivo |

| Cessioni | Cessioni         | Cessioni | Cessioni   |
| R.       | Nome             | a        | Modalità   |
| -------- | ---------------- | -------- | ---------- |
| D        | Veronica Cantoro | Lazio CF | definitivo |

### Sessione invernale
| Acquisti | Acquisti | Acquisti | Acquisti |
| R.       | Nome     | da       | Modalità |
| -------- | -------- | -------- | -------- |
|          |          |          |          |

| Cessioni | Cessioni       | Cessioni | Cessioni   |
| R.       | Nome           | a        | Modalità   |
| -------- | -------------- | -------- | ---------- |
| D        | Alessia Bonati | Atalanta | definitivo |
| A        | Eleonora Prost | Atalanta | prestito   |

## Risultati

### Serie A

#### Girone di andata
| Arbitro: | Alessio Saccenti (Modena) |

|                                                          |           |            |
| Vicchiarello 13’, 93’ Parejo 15’, 63’, 65’ Del Prete 79’ | Marcatori | 10’ Parodi |

| Arbitro: | Attilio Luca Manzi (Lecco) |

|             |           |                         |
| Gaburro 28’ | Marcatori | 68’ Sabatino 77’ Brutti |

| Arbitro: | Giampaolo Mantelli (Brescia) |

|                                   |           |  |
| Boni 34’ (rig.) Paliotti 81’, 93’ | Marcatori |  |

| Arbitro: | Armando Gentile (Lodi) |

|  |           |                            |
|  | Marcatori | 31’ Brumana 36’, 50’ Mauro |

| Arbitro: | Massimo Verga (Bergamo) |

|  |           |                           |
|  | Marcatori | 25’, 50’ Parejo 80’ Baldi |

| Arbitro: | Alessio Saccenti (Modena) |

|            |           |             |
| Parejo 45’ | Marcatori | 90’ Mangili |

| Arbitro: | Nico La Posta (Frosinone) |

|  |           |                                   |
|  | Marcatori | 30’ Brutti 67’ Baldi 93’ Sabatino |

| Arbitro: | Carmine Tullio Graziano (Mantova) |

|                                               |           |            |
| Sabatino 7’, 39’ Vicchiarello 29’ (rig.), 36’ | Marcatori | 90’ Dazzan |

| Arbitro: | Marco Romano (Cagliari) |

|                           |           |            |
| Tona 17’ Fuselli 26’, 85’ | Marcatori | 22’ Parejo |

| Arbitro: | Giovanni Sorrentino (Mantova) |

|                                        |           |           |
| Sabatino 16’, 85’ Parejo 60’, 74’, 75’ | Marcatori | 27’ Mason |

| Arbitro: | Veronica Vettorel (Latina) |

|                         |           |                  |
| Marchese 21’ Pasqui 73’ | Marcatori | 15’ Vicchiarello |

#### Girone di ritorno
| Arbitro: | Ludovico Ruffinengo (Pinerolo) |

|                                |           |                                        |
| Sodini 68’, 72’, 84’ Spanu 86’ | Marcatori | 31’, 74’ Sabatino 63’ Parejo 82’ Spina |

| Arbitro: | Luca Bianchini (Cesena) |

|                                              |           |            |
| Sabatino 16’, 61’ Parejo 21’, 63’ Brutti 45’ | Marcatori | 55’ Sironi |

| Arbitro: | Alessandro Prontera (Bologna) |

|            |           |                       |
| Parejo 84’ | Marcatori | 13’ Boni 18’ Paliotti |

| Arbitro: | Enrico Zanolla (Belluno) |

|             |           |                   |
| Brumana 30’ | Marcatori | 56’, 79’ Sabatino |

| Arbitro: | Alessio Saccenti (Modena) |

|                                                                                         |           |                      |
| Vicchiarello 17’ (rig.) Sabatino 21’ (rig.), 58’ Parejo 29’, 67’, 80’ Neboli 59’ (rig.) | Marcatori | 64’ Dapor 89’ Ramera |

| Arbitro: | Pierantonio Perotti (Legnano) |

|             |           |             |
| Mangili 80’ | Marcatori | 2’ Sabatino |

| Arbitro: | Andrea Moraglia (Verona) |

|                                 |           |             |
| Parejo 5’ Neboli 16’ Brutti 92’ | Marcatori | 70’ Caramia |

| Arbitro: | Edoardo Naccari (Udine) |

|           |           |                              |
| Miani 70’ | Marcatori | 20’ Parejo 45’, 90’ Sabatino |

| Arbitro: | Marco Guidi (Imola) |

|           |           |                                 |
| Costi 52’ | Marcatori | 22’ Fuselli 41’ Pintus 50’ Tona |

| Arbitro: | Matteo Micheli (Padova) |

|  |           |                        |
|  | Marcatori | 50’ Costi 91’ Sabatino |

| Arbitro: | Alessandro Salvatori (Rimini) |

|                       |           |              |
| Parejo 25’ Brutti 35’ | Marcatori | 19’ Marchese |

### Coppa Italia

#### Seconda fase
| Arbitro: | Marco Cesaroni (Pesaro) |

|             |           |                                           |
| Dattilo 28’ | Marcatori | 16’, 38’ Sabatino 43’ Costi 46’ Del Prete |

#### Terza fase
| Arbitro: | Andrea Moraglia (Verona) |

|                  |           |  |
| Vicchiarello 88’ | Marcatori |  |

#### Quarta fase
| Arbitro: | Nicola Scarpini (Arezzo) |

|  |           |                          |
|  | Marcatori | 93’ Parejo 122’ Sabatino |

#### Fase finale
Triangolare 2
| Capo d'Orlando 6 giugno 2010, ore 18:30 CEST                                       | Upea Orlandia 97 | 1 – 3 referto                            | Reggiana | Campo sportivo Ciccino Micale |
| \| \| \| \| \| Piro 6’ \| Marcatori \| 48’ (rig.) Sabatino 59’ Nasuti 65’ Spina \| |                  |                                          |          |                               |
|                                                                                    |                  |                                          |          |                               |
| Piro 6’                                                                            | Marcatori        | 48’ (rig.) Sabatino 59’ Nasuti 65’ Spina |          |                               |

| Arbitro: | Alessandro D'Annibale (Marsala) |

|  |           |              |
|  | Marcatori | 14’ Sabatino |

#### Finale
| Arbitro: | Luigi Pillitteri (Palermo) |

|                                                                            |                      |                                                                          |
| Iannella 75’                                                               | Marcatori            | 5’ Sabatino                                                              |
| Iannella Panico Tona Cortesi Pintus Manieri Domenichetti Stracchi Iachelli | Tiri di rigore 5 – 6 | Parejo Nasuti Vicchiarello Barbieri Sabatino Casile Magrini Spina Fragni |

## Statistiche

### Statistiche di squadra
| Competizione | Punti | In casa | In casa | In casa | In casa | In casa | In casa | In trasferta | In trasferta | In trasferta | In trasferta | In trasferta | In trasferta | Totale | Totale | Totale | Totale | Totale | Totale | DR  |
| Competizione | Punti | G       | V       | N       | P       | Gf      | Gs      | G            | V            | N            | P            | Gf           | Gs           | G      | V      | N      | P      | Gf     | Gs     | DR  |
| ------------ | ----- | ------- | ------- | ------- | ------- | ------- | ------- | ------------ | ------------ | ------------ | ------------ | ------------ | ------------ | ------ | ------ | ------ | ------ | ------ | ------ | --- |
| Serie A      | 42    | 11      | 7       | 1       | 3       | 35      | 17      | 11           | 6            | 2            | 3            | 22           | 16           | 22     | 13     | 3      | 6      | 57     | 33     | +24 |
| Coppa Italia | -     | -       | -       | -       | -       | -       | -       | -            | -            | -            | -            | -            | -            | 6      | 5      | 1      | 0      | 12     | 3      | +9  |
| Totale       | -     | -       | -       | -       | -       | -       | -       | -            | -            | -            | -            | -            | -            | 28     | 18     | 4      | 6      | 69     | 36     | +33 |

### Statistiche delle giocatrici
| Giocatore       | Serie A  | Serie A | Serie A     | Serie A    | Coppa Italia | Coppa Italia | Coppa Italia | Coppa Italia | Totale   | Totale | Totale      | Totale     |
| Giocatore       | Presenze | Reti    | Ammonizioni | Espulsioni | Presenze     | Reti         | Ammonizioni  | Espulsioni   | Presenze | Reti   | Ammonizioni | Espulsioni |
| --------------- | -------- | ------- | ----------- | ---------- | ------------ | ------------ | ------------ | ------------ | -------- | ------ | ----------- | ---------- |
| S. Baldi        | 21       | 2       | 1           | 0          | ?            | ?            | ?            | ?            | 21+      | 2+     | 1+          | 0+         |
| L. Barbieri     | 19       | 0       | 3           | 0          | ?            | ?            | ?            | ?            | 19+      | 0+     | 3+          | 0+         |
| A. Bonati       | 3        | 0       | 0           | 0          | ?            | ?            | ?            | ?            | 3+       | 0+     | 0+          | 0+         |
| V. Brutti       | 19       | 5       | 0           | 0          | ?            | ?            | ?            | ?            | 19+      | 5+     | 0+          | 0+         |
| M. Capelli      | 0        | 0       | 0           | 0          | ?            | ?            | ?            | ?            | 0+       | 0+     | 0+          | 0+         |
| R. Casile       | 21       | 0       | 0           | 0          | ?            | ?            | ?            | ?            | 21+      | 0+     | 0+          | 0+         |
| S. Colzi        | 18       | 0       | 0           | 0          | ?            | ?            | ?            | ?            | 18+      | 0+     | 0+          | 0+         |
| F. Costi        | 13       | 2       | 1           | 0          | ?            | 1            | ?            | ?            | 13+      | 3      | 1+          | 0+         |
| P. Del Prete    | 4        | 1       | 0           | 0          | ?            | 1            | ?            | ?            | 4+       | 2      | 0+          | 0+         |
| S. Eccher       | 2        | 0       | 0           | 0          | ?            | ?            | ?            | ?            | 2+       | 0+     | 0+          | 0+         |
| G. Faragò       | 2        | 0       | 0           | 0          | ?            | ?            | ?            | ?            | 2+       | 0+     | 0+          | 0+         |
| D. Fragni       | 4        | 0       | 0           | 0          | ?            | ?            | ?            | ?            | 4+       | 0+     | 0+          | 0+         |
| E. Giubertoni   | 1        | 0       | 0           | 0          | ?            | ?            | ?            | ?            | 1+       | 0+     | 0+          | 0+         |
| V. Magrini      | 20       | 0       | 2           | 0          | ?            | ?            | ?            | ?            | 20+      | 0+     | 2+          | 0+         |
| G. Nasuti       | 19       | 0       | 0           | 0          | ?            | 1            | ?            | ?            | 19+      | 1      | 0+          | 0+         |
| L. Neboli       | 19       | 2       | 2           | 0          | ?            | ?            | ?            | ?            | 19+      | 2+     | 2+          | 0+         |
| Á. Parejo       | 21       | 20      | 1           | 0          | ?            | 1            | ?            | ?            | 21+      | 21     | 1+          | 0+         |
| G. Piccinini    | 0        | 0       | 0           | 0          | ?            | ?            | ?            | ?            | 0+       | 0+     | 0+          | 0+         |
| E. Prost        | 3        | 0       | 1           | 0          | ?            | ?            | ?            | ?            | 3+       | 0+     | 1+          | 0+         |
| D. Sabatino     | 22       | 18      | 0           | 0          | 6            | 6            | ?            | ?            | 28       | 24     | 0+          | 0+         |
| E. Spina        | 21       | 1       | 1           | 0          | ?            | 1            | ?            | ?            | 21+      | 2      | 1+          | 0+         |
| S. Tasselli     | 4        | -1      | 0           | 1          | ?            | ?            | ?            | ?            | 4+       | -1+    | 0+          | 1+         |
| E. Vicchiarello | 20       | 6       | 1           | 1          | ?            | 1            | ?            | ?            | 20+      | 7      | 1+          | 1+         |
| S. Vicenzi      | 20       | -31     | 0           | 0          | ?            | ?            | ?            | ?            | 20+      | -31+   | 0+          | 0+         |